# Давезьё
Давезьё (фр. и окс. Davézieux) — коммуна во Франции, находится в регионе Рона — Альпы. Департамент коммуны — Ардеш. Входит в состав кантона Северный Анноне. Округ коммуны — Турнон-сюр-Рон.
Код INSEE коммуны — 07078.

## Население
Население коммуны на 2008 год составляло 2809 человек.
| 1962 | 1968 | 1975 | 1982 | 1990 | 1999 | 2008 |
| ---- | ---- | ---- | ---- | ---- | ---- | ---- |
| 1060 | 1191 | 1309 | 1776 | 2371 | 2629 | 2809 |

## Экономика
В 2007 году среди 1818 человек в трудоспособном возрасте (15—64 лет) 1279 были экономически активными, 539 — неактивными (показатель активности — 70,4 %, в 1999 году было 71,7 %). Из 1279 активных работали 1188 человек (643 мужчины и 545 женщин), безработных было 91 (41 человек и 50 женщин). Среди 539 неактивных 153 человека были учениками или студентами, 217 — пенсионерами, 169 были неактивными по другим причинам.

## Фотогалерея

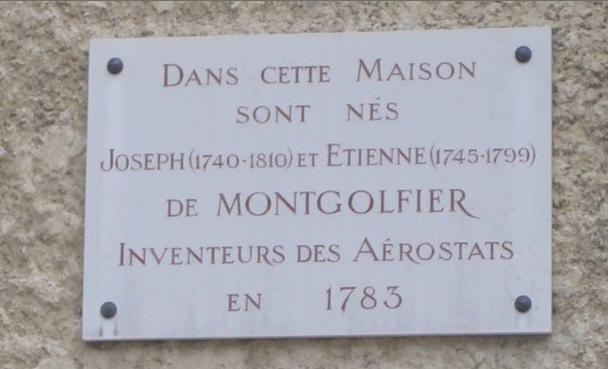
Мемориальная доска на доме братьев Монгольфье
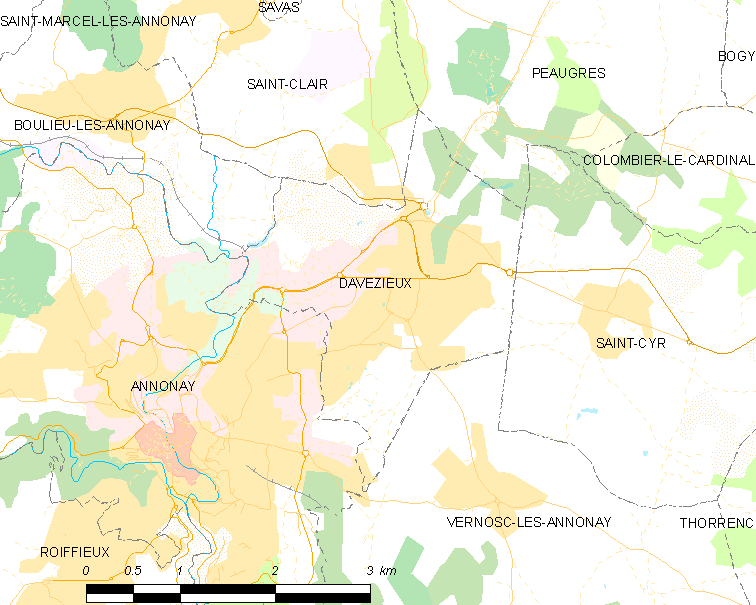
Карта коммуны